# Ladislav ze Šternberka na Zelené Hoře
Ladislav, též Lacek ze Šternberka na Zelené Hoře (Ladislaus von Sternberg, † 7. července 1566) byl český šlechtic z konopišťské větve rodu Šternberků, v letech 1562–1566 hlava rodu a majitel zelenohorského panství.

## Život
Narodil se jako syn Adama I. ze Šternberka (1536–1560), nejvyššího dvorského sudí a nejvyššího zemského komorníka v Českém království a jeho manželky Markéty Malovcové z Malovic a Pacova. Měl bratry Viléma († 1562), jenž byl hlavou rodu v letech 1560–1562, Zdeňka (1525–1575), který byl císařskýmý radou a českým místodržícím a Jana († 3. 1. 1578), ten byl hejtmanem Kouřimského kraje. 
Ladislav vykonával úřad komorníka a tajného rady tyrolského hraběte, arcivévody Ferdinanda Tyrolského, tehdejšího místodržitele v Čechách (1547–1562). Po smrti bratra Viléma v roce 1562 zdědil také jeho polovinu Zelené Hory.
V roce 1558 byl Ladislav kmotrem syna arcivévody z jeho tajného manželství s Filipínou Welserovou z Cimburka na zámku Březnice patřící Lokšanům. Tento syn byl později znám jako Ondřej Rakouský, kardinál a guvernér Nizozemska. 
Když mu roku 1560 arcivévoda zajistil držení královského hradu Křivoklátu, kam se přestěhovala arcivévodova manželka Filipína, stal se opět kmotrem markraběte Karla Rakouského markraběte z Burgau, což byl titul Ferdinandových synů z jeho manželství s Filipínou Welserovou. V roce 1562 byl kmotrem také dvojčátek Marie a Filipa, která však zemřela v kojeneckém věku. 
Ladislav ze Šternberka na Zelené Hoře byl vzdělaný a uměnímilovný, údajně dobrotivé povahy, trpěl však záchvaty a jednomu z nich i podlehl. Zemřel 7. července 1566 a byl pohřben v Nepomuku. 

### Manželství a potomstvo
V roce 1559 se Ladislav oženil s Kateřinou z Lokšan (1530–1590), tetou Filipíny Welserové. Z jejich manželství se narodilo pět synů a jedna dcera:
- Albrecht († 1563)
- Jiří
- Ondřej
- Ferdinand
- Ladslav (Lacek)

Nejstarší Albrecht, kmotr arcivévody Ferdinanda, zemřel ještě za života svého otce. Jiří byl komorníkem arcivévody a skutečným správcem zelenohorského panství. Kromě toho byl také poručníkem svého bratra Ondřeje, jenž trpěl duševní poruchou, podobně jako bratr Ferdinand, který v záchvatu šílenství zvaraždil svou matku. Ze všech pěti dětí pouze Ferdinand byl pokračovatelem rodu, tato linie však vyhasla již v osobě jeho dcery Evy.
Ovdovělá Kateřina z Lokšan se po jeho smrti provdala za politika Jiřího staršího Popela z Lobkovic. Jejich dcera Eva Eusebie, se v roce 1608 provdala za Jana Mikuláše z Lobkovic, syna Ladislava III. Popela z Lobkovic. Kateřina z Lokšan byla údajně přísná a lakomá. V roce 1590 ji v záchvatu šílenství zavraždil vlastní syn Ferdinand. 